# Зухайр Мурад
Зухайр Мурад (араб. زهير مراد) — ліванський модельєр і стиліст, народився в Рас-Баальбеку, Ліван.